# Floriano Ludwig
(La Gazzetta del Mezzogiorno)
Floriano Ludwig (Bari, 11 marzo 1882 – Bari, 6 luglio 1967) è stato un dirigente sportivo, allenatore di calcio e calciatore austriaco, di ruolo portiere.
Fu un pioniere del calcio in Puglia e il principale fondatore del Bari; fu legato, soprattutto come dirigente sportivo, almeno ai primi trent'anni del calcio barese.

## Biografia
Ragioniere e imprenditore, gestiva nel quartiere murattiano di Bari la fabbrica di tessitura, confezione e vendita di tessuti "Nickmann" (dal nome del fondatore Giovanni Nickmann, pro zio di Ludwig, trasferitosi nella città adriatica nel 1835, portandovi per primo i telai in legno per tessere a mano) assieme al fratello Carlo. Morì scapolo nel 1967 e fu sepolto nel cimitero di Bari. Considerato una delle figure più rappresentative del commercio barese d'inizio XX secolo.
Come il resto della sua famiglia fu stimato per rettitudine e signorilità nei vari campi in cui fu attivo (dei Ludwig scrisse con ammirazione anche lo storiografo barese Alfredo Giovine).

## Carriera

### Calciatore e allenatore
Nel 1900 ha un ruolo di primo piano nella formazione delle prime squadre di Calcio (allora chiamato "Football") nella città di Bari. È Ludwig a volere la fondazione del principale club calcistico cittadino, il Bari Foot-Ball Club, da lui concretizzata la sera del 15 gennaio 1908 assieme a Giovanni Tiberini, Giovanni Bach e Gustavo Kühn in un locale della sua azienda tessile (l'atto notarile della costituzione del club è firmato l'11 aprile dello stesso anno).
È il primo portiere nella storia del club e gioca titolare nella prima squadra dei biancorossi almeno fino al 1910 (nel primo anno di attività il suo ruolo di portiere è prevalente ma non fisso). L'unica competizione ufficiale da lui disputata in prima squadra è quella del Campionato meridionale di Seconda Categoria 1909-1910, perso contro il Naples Foot-Ball Club unico sfidante; l'oriundo austriaco subisce sei reti nell'incontro d'andata a Napoli (perso 6-2; quello di ritorno fu perso dai baresi a tavolino, sancendo la vittoria dei partenopei). Sempre nel 1910 gioca in Terza Categoria Puglia l'incontro Pro Italia - Bari B vinto 0-2, come sostituto della riserva Caputi (in porta), e arbitra (come arbitro ufficiale) la gara Bari B – Lecce del 10 aprile, seconda giornata dello stesso campionato (vinta dai biancorossi 5-1).
Nel marzo del 1923, quale Commissario Tecnico, assiste il Comitato Regionale Pugliese FIGC alla selezione della rappresentativa calcistica di Puglia, formata da atleti di Prima Divisione (provenienti dalle prime squadre di Audace Taranto, Liberty e Ideale di Bari); sceglie inoltre il team di allenatori della stessa.
Viene soprannominato calciatore gentleman e poi tecnico signore.

### Dirigente sportivo
È il cassiere del neo costituito F.B.C. Bari, nei restanti sette anni di vita della società calcistica (fino al 1915) occupa incarichi prettamente organizzativi. Nel 1910 contribuisce con Ettore De Michele e Luigi Ascanelli (fondatori rispettivamente di Sporting Club Lecce e Pro Italia) all'organizzazione del campionato pugliese di Terza Categoria, il primo della regione disputato con la FIGC, a cui partecipano le tre formazioni.
È il primo presidente del Comitato Regionale Pugliese FIGC, eletto all'atto della sua fondazione, all'assemblea costitutiva del comitato stesso nel 1909 (per la stagione 1909-1910), è rieletto a ogni assemblea di rinnovo cariche fino alla stagione 1914-1915.
Dopo la fine della grande guerra diventa vice presidente e consigliere del Foot-Ball Club Liberty (società sportiva barese nata dal Bari nel 1909 e rimasta sempre legata alla compagine biancorossa), spalleggiato dal suo fedele collaboratore Kühn; nel Liberty è tra i dirigenti che nel 1924 vogliono maggiormente l'acquisto del centravanti ungherese János Hajdu e convince il consiglio d'amministrazione dei bianco-blu a impegnarsi autonomamente alla costruzione del Campo degli Sports, di cui lui stesso acquista il suolo.
Nel marzo del 1928 viene nominato consigliere dell'Unione Sportiva Bari, appena costituita dalla fusione del Liberty con l'U.S. Ideale; continua a lavorare nella società biancorossa per diversi anni (non sono pervenute informazioni dettagliate sui ruoli ricoperti successivamente ne sui tempi di permanenza nel club, pur indicando, sia Antonucci che la Gazzetta del Mezzogiorno, che fosse rimasto attivo per la società fino all'età matura).
Nel 1948 in occasione del 50º anniversario della F.I.G.C. fu insignito del titolo di pioniere del calcio italiano.
A Bari gli è stata intitolata la via che lambisce a est l'area dello Stadio San Nicola.